# Mieczysław Ustasiak
Mieczysław Andrzej Ustasiak (ur. 1 stycznia 1936 w Krotoszynie) – polski polityk, pracownik naukowy, senator I kadencji.

## Życiorys
Ukończył w 1960 studia na Wydziale Budowy Maszyn Politechniki Poznańskiej, w 1969 uzyskał stopień doktora. W latach 1964–1982 i 1992–2003 (do czasu przejścia na emeryturę) był pracownikiem naukowym Politechniki Szczecińskiej. W drugiej połowie lat 70. działał w ROPCiO, w 1980 wstąpił do „Solidarności”. W grudniu 1981 uczestniczył w spacyfikowanym przez ZOMO strajku w Stoczni Szczecińskiej. Został aresztowany i skazany na karę czterech lat pozbawienia wolności, zwolnienie uzyskał po roku.
Sprawował mandat senatora I kadencji z listy Komitetu Obywatelskiego, wybranego w województwie szczecińskim. W latach 90. działał w ZChN, w 2001 należał do Przymierza Prawicy. Od 1995 do 2001 był prezesem Akcji Katolickiej w Szczecinie.
W 2006 został uhonorowany Krzyżem Oficerskim Orderu Odrodzenia Polski. W 2015 otrzymał Krzyż Wolności i Solidarności.